# Friedberg Braves Baseballclub 1987

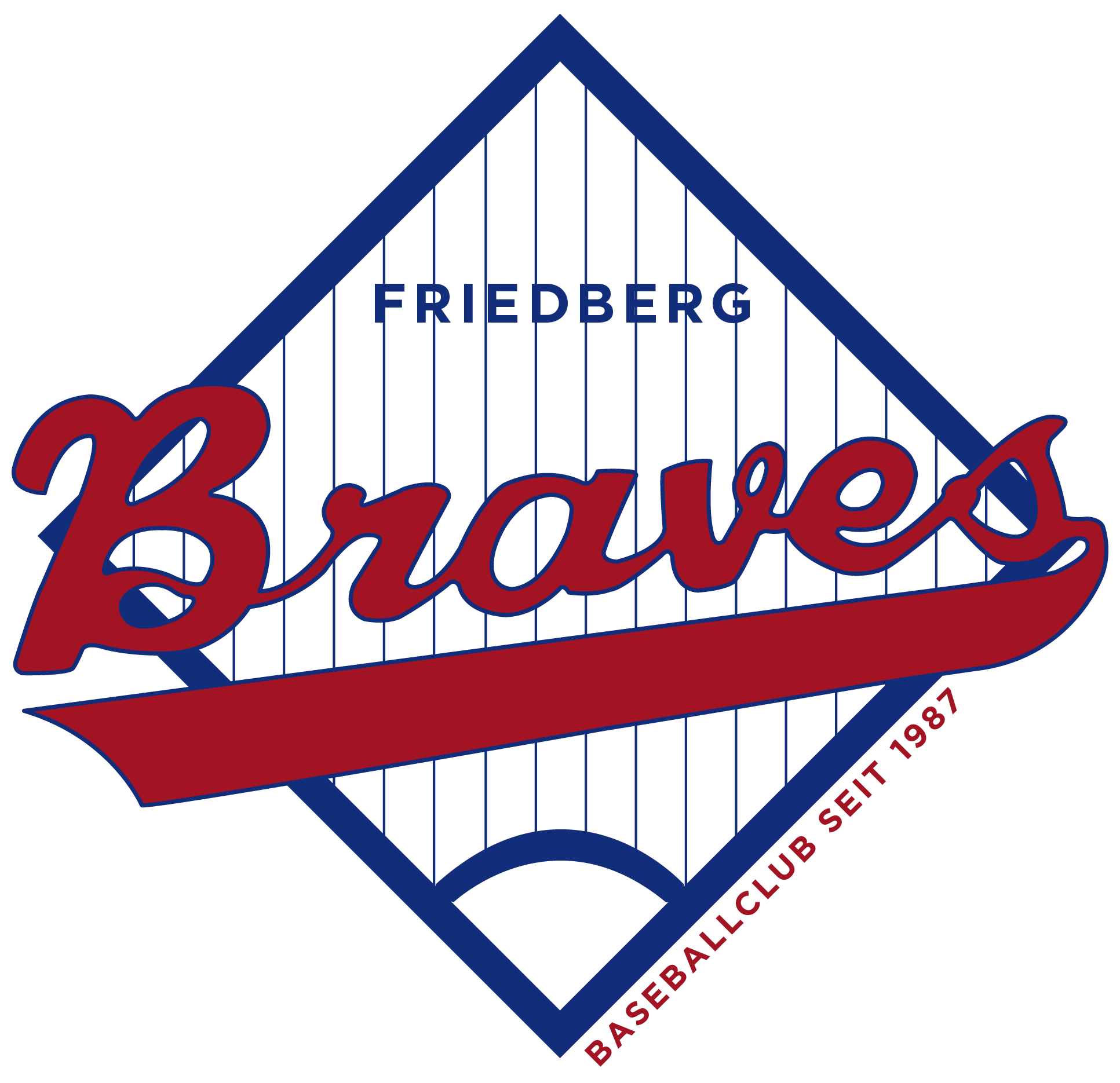
Logo Friedberg Braves Baseballclub 1987 e.V.

Die Friedberg Braves, eigentlich Friedberg Braves Baseballclub 1987 e. V., sind ein deutscher Baseballverein aus Friedberg (Hessen).

## Geschichte
Der Verein wurde 1987 von Schülern des Friedberger Burggymnasiums gegründet und nahm 1988 erstmals am geregelten Spielbetrieb teil.
1991 gewannen die Braves erstmals in der Vereinsgeschichte ein offizieller Pokalwettbewerb, der Frühjahrspokal des Hessischen Baseball und Softball Verbandes (HBSV). 1992 wurden sie ungeschlagen Meister der Verbandsliga Hessen und stiegen somit, aufgrund der Umgruppierung in der 2. Bundesliga, in die 2. Bundesliga Süd-West auf.
In der Saison 1996 stieg die Mannschaft durch den zweiter Platz in der 2. Bundesliga Süd-West hinter den Zülpich Eagles in die 1. Bundesliga Süd auf. Die 1. Mannschaft spielte in den Jahren 1997 bis 2000 in der 1. Bundesliga Süd.  Der Einzug in die Playoffs bedeutete 1999 den größten Erfolg der Klubgeschichte.
In der Saison 2000 stieg die 1. Mannschaft mit lediglich einem regulären Sieg aus der 1. Bundesliga Süd ab. Parallel dazu konnte die 2. Mannschaft die Landesliga Hessen gewinnen. Die Jugendmannschaft sowie die Junioren absolvierten ebenfalls eine erfolgreiche Saison, mit der Titelverteidigung der Hessenmeisterschaften in ihren Spielklassen.
Mit vier Mannschaften nahmen die Friedberg Braves in der Saison 2001 am offiziellen Spielbetrieb teil. Während die 1. Mannschaft nach dem Abstieg aus der Bundesliga freiwillig in die Regionalliga abstieg und hier einen sicheren dritten Tabellenplatz erreichte, wurde die 2. Mannschaft, die durch Juniorenspieler aus den eigenen Reihen ergänzt wurde, Meister der Bezirksliga Nord.
Im Nachwuchsbereich konnten erneut 2 Hessenmeister-Titel errungen werden. Während die Schüler auf der Deutschen Meisterschaft in Paderborn einen sehr guten vierten Platz belegten, wurde die Jugend Deutscher Vizemeister in Bonn. Weiterhin konnte mit der Jugend die erstmals ausgetragene Hallenmeisterschaft errungen werden.
Die Braves gewannen im Jahr 2002 als erster Verein des Verbandes sämtliche Hessenmeistertitel im Nachwuchsbereich, wobei in der regulären Saison lediglich ein offizielles Spiel verloren wurde. Bei den anschließenden Deutschen Meisterschaften belegten die Junioren den zweiten Platz in Elmshorn, die Jugend wurde Vierter in Ladenburg, die Schüler Fünfter in Köln.
Die 1. Mannschaft konnte im Jahr 2002 zum insgesamt siebten Mal den Hessenpokal gewinnen, sowie die Meisterschaft in der Regionalliga Südwest, mit dem Ergebnis des Aufstiegs in die 2. Liga. In den In den Jahren 2003 und 2004 spielte Friedberg mit einer Ausnahmegenehmigung zweitklassig.
Zeitweise konnte nicht einmal eine Mannschaft aufgestellt werden. Im Jahr 2015 spielte die erste Mannschaft in der Landesliga und 2017 in der Verbandsliga.

### Aktuelles
Nach einer schwierigen Zeit während der Covid-19-Pandemie gelang es den Friedberg Braves im Jahr 2022, wieder für einen geregelten Spielbetrieb zu sorgen. Heute unterhält der Verein einen aktiven Spielbetrieb mit den vier- bis achtjährigen Tee-Ballern (auch T-Ball), einer Schülermannschaft sowie der 1. Mannschaft. Die 1. Mannschaft konnte in der Saison 2024 die Meisterschaft in der Landesliga Hessen erringen und wird ab der Saison 2025 in der Verbandsliga des HBSV spielen.

## Ehemalige Spieler
- Donald Lutz (* 1989), spielte ab 2005 in Friedberg und wechselte 2013 in die Major League Baseball[4]
- Sascha Lutz (* 1983)